# Fahrenheit 9/11
Fahrenheit 9/11 este un film produs și regizat de Michael Moore care prezintă o perspectivă critică asupra administrației lui George W. Bush, a războiului împotriva terorismului și cum a fost prezentat acesta în mass-media americană. 